# Europese kampioenschappen inlineskaten 2022
De Europese kampioenschappen inline-skaten 2022 werden van 4 tot en met 11 september gehouden in het Italiaanse L'Aquila. Het was de drie-en-dertigste editie van het Europees kampioenschap sinds de invoering van de inline-skates.

## Programma
Hieronder is het programma weergegeven voor dit toernooi. Op het programma stonden voor mannen en vrouwen elf afstanden. Ook waren er in het totaal 42 onderdelen in diverse junioren-categorieën.
| Piste        | Piste                                 | Piste                                 |
| Datum        | Mannen                                | Vrouwen                               |
| ------------ | ------------------------------------- | ------------------------------------- |
| 4 september  | 200m Tijdrit 10.000m Punten-afvalrace | 200m Tijdrit 10.000m Punten-afvalrace |
| 5 september  | 500m Sprint 10.000m Afvalrace         | 500m Sprint 10.000m Afvalrace         |
| 6 september  | 1000m Sprint 3000m Aflossing          | 1000m Sprint 3000m Aflossing          |
| Weg          |                                       |                                       |
| Datum        | Mannen                                | Vrouwen                               |
| 8 september  | 100m Sprint 10.000m Puntenkoers       | 100m Sprint 10.000m Puntenkoers       |
| 9 september  | 15.000m Afvalrace 1 Ronde Sprint      | 15.000m Afvalrace 1 Ronde Sprint      |
| 11 september | 42.195m Marathon                      | 42.195m Marathon                      |

## Medailles

### Mannen
| Piste                      | Piste            | Piste              | Piste             |
| Afstand                    | Goud ·           | Zilver ·           | Brons ·           |
| -------------------------- | ---------------- | ------------------ | ----------------- |
| 200 m Tijdrit              | Sebastián Guzmán | Alessio Piergigli  | Yvan Sivilier     |
| 500 m Sprint               | Duccio Marsili   | Elton de Souza     | Yvan Sivilier     |
| 1000m Sprint               | Sebastián Guzmán | Valentin Thiébault | Giuseppe Bramante |
| 10.000m Punten-/afvalkoers | Bart Swings      | Jason Suttels      | Livio Wenger      |
| 10.000m Afvalkoers         | Jason Suttels    | Bart Swings        | Livio Wenger      |
| 3000 m Aflossing           | Frankrijk        | België             | Italië            |

| Weg                 | Weg              | Weg             | Weg              |
| Afstand             | Goud ·           | Zilver ·        | Brons ·          |
| ------------------- | ---------------- | --------------- | ---------------- |
| 100m Tijdrit        | Sebastián Guzmán | Ron Pucklitzsch | Jelmar Hempenius |
| Lap Sprint          | Sebastián Guzmán | Duccio Marsili  | Nil Llop         |
| 10.000m Puntenkoers | Bart Swings      | Nolan Beddiaf   | Jason Suttels    |
| 15.000m Afvalkoers  | Bart Swings      | Nolan Beddiaf   | Jason Suttels    |
|                     |                  |                 |                  |
| 42.195m Marathon    | Martin Ferrie    | Bart Swings     | Felix Rijhnen    |

### Vrouwen
| Piste                      | Piste            | Piste             | Piste             |
| Afstand                    | Goud ·           | Zilver ·          | Brons ·           |
| -------------------------- | ---------------- | ----------------- | ----------------- |
| 200 m Tijdrit              | Asja Varani      | Mathilde Pedronno | Vanessa Herzog    |
| 500 m Sprint               | Asja Varani      | Vanessa Herzog    | Mathilde Pedronno |
| 1000m Sprint               | Veronica Luciani | Marie Dupy        | Vanessa Herzog    |
| 10.000m Punten-/afvalkoers | Marine Lefeuvre  | Daniela Roldann   | Larissa Gaiser    |
| 10.000m Afvalkoers         | Alison Bernardi  | Marie Dupy        | Marine Lefeuvre   |
| 3000 m Aflossing           | Italië           | België            | Frankrijk         |

| Weg                 | Weg               | Weg             | Weg               |
| Afstand             | Goud ·            | Zilver ·        | Brons ·           |
| ------------------- | ----------------- | --------------- | ----------------- |
| 100m Tijdrit        | Asja Varani       | Almudena Blanco | Vanessa Herzog    |
| Lap Sprint          | Mathilde Pedronno | Luisa Gonzalez  | Laethisia Schimek |
| 10.000m Puntenkoers | Marine Balanant   | Angelina Otto   | Fleur Veen        |
| 15.000m Afvalkoers  | Marie Dupy        | Marine Lefeuvre | Alison Bernardi   |
|                     |                   |                 |                   |
| 42.195m Marathon    | Lianne van Loon   | Marie Dupy      | Marine Lefeuvre   |

### Medaillespiegel
Dit is de medaillespiegel van de wedstrijden van het hoofdtoernooi (senioren).
| Plaats | Land        | Goud | Zilver | Brons | Totaal |
| 1      | Frankrijk   | 7    | 9      | 7     | 23     |
| 2      | Italië      | 6    | 2      | 2     | 10     |
| 3      | België      | 4    | 5      | 2     | 11     |
| 4      | Spanje      | 4    | 3      | 1     | 8      |
| 5      | Nederland   | 1    | 0      | 2     | 3      |
| 6      | Duitsland   | 0    | 2      | 3     | 5      |
| 7      | Oostenrijk  | 0    | 1      | 3     | 4      |
| 8      | Zwitserland | 0    | 0      | 2     | 2      |
| Totaal | Totaal      | 22   | 22     | 22    | 66     |

Pico 1989 · 
Inzell 1990 · 
Pineto 1991 · 
Acireale 1992 · 
Valence d'Agen 1993 · 
Pamplona 1994 · 
Praia da Vitória 1995 · 
Saint-Brieuc 1996 · 
Roseto 1997 · 
Coulaines 1998 · 
Zandvoorde 1999 · 
Latina 2000 · 
Paços de Ferreira 2001 · 
Valence d'Agen 2002 · 
Padua 2003 · 
Heerde/Groningen 2004 · 
Juterborg 2005 · 
Cassano d'Adda 2006 · 
Oporto 2007 · 
Gera 2008 · 
Oostende 2009 · 
San Benedetto del Tronto 2010 ·
Heerde/Zwolle 2011 · 
Szeged 2012 · 
Almere 2013 · 
Geisingen 2014 · 
Wörgl/Innsbruck 2015 ·
Heerde/Steenwijk 2016 · 
Lagos 2017 · 
Oostende 2018 · 
Pamplona 2019 · 
Canelas 2021 · 
L'Aquila 2022 · 
Valence d'Agen 2023 · 
Oostende 2024